# ミヒャエル・ルンメニゲ

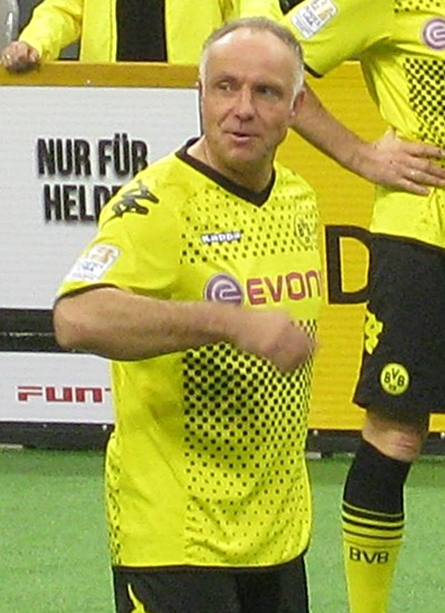
ミヒャエル・ルンメニゲ

ミヒャエル・ルンメニゲ（Michael Rummenigge、1964年2月3日-）は、ドイツ出身の元同国代表サッカー選手。ポジションはMF、FW。

## 略歴
1980年代の名選手、カール＝ハインツ・ルンメニゲ（現バイエルン・ミュンヘン会長）の実弟である。兄とは違い、主に得点力の高いMF（攻撃的MF）として10番を背負ってプレーすることが多かった。西ドイツ代表として2試合に出場した経験を持つ。

### バイエルン・ミュンヘン
バイエルン・ミュンヘンのユース時代にはSBSカップ 国際ユースサッカーへの参加で来日し、優勝した。1982-83シーズン、第33節のシャルケ04戦でトップチームデビューを果たした。1983-84シーズン、4月21日、第22節のブレーメン戦では兄のカールと共にゴールを決めた。1985-86シーズン、ポカール決勝のシュトゥットガルト戦では2ゴール2アシストの活躍で、優勝に大きく寄与した。1986－87シーズンには UEFAチャンピオンズカップで決勝まで進出したが、FCポルトに破れ、準優勝に終わった。バイエルンでは公式戦通算205試合66ゴールの成績を残した。

### ドルトムント
1988-89シーズンからは、ボルシア・ドルトムントに移籍、同シーズンにはポカールで優勝。1989-90シーズン、DFLスーパーカップでは古巣バイエルンを破り優勝。1992-93シーズンのUEFAカップ決勝、ユベントスとの第1戦で、開始早々に先制ゴールを挙げたが、優勝は出来なかった。1993年8月28日のレバークーゼン戦に出場してゴールを決めた試合を最後にチームを離れた。ブンデスリーガでは通算309試合80ゴールの成績を残した。(1990-91シーズン、第30節、1991-92シーズン、第13節、第32節、1992-93シーズン、第8節と、古巣バイエルンとの対戦では通算4ゴールを奪った。)

### 浦和レッズ
1993年9月、最下位に低迷する浦和レッドダイヤモンズに移籍金を含め推定年俸3億円3年契約で加入、9月25日のリーグカップ、清水エスパルス戦で初出場を果たすといきなり2ゴールを決める活躍、以降10番を背負いチームの中心として活躍した。1993年12月1日の鹿島アントラーズ戦でJリーグ初ゴール。1994年は8月17日のジェフユナイテッド市原戦で2ゴール、9月10日のベルマーレ平塚戦では後にJリーグ30周年ベストゴールのボレー/オーバーヘッド部門にノミネートされたゴールを決め、10月19日のジェフユナイテッド市原ではVゴールを決めるなど、チームトップの11得点を挙げた。1995年4月12日の横浜マリノス戦で挙げたゴールがレッズでの最後のゴールとなった。Jリーグでは43試合出場13ゴールの成績を残した。
退団後は怪我ですぐに現役を引退した。

## 所属クラブ
- 1982年-1988年  バイエルン・ミュンヘン
- 1988年-1993年  ボルシア・ドルトムント
- 1993年9月-1995年8月  浦和レッドダイヤモンズ

## 個人成績
| 国内大会個人成績 | 国内大会個人成績       | 国内大会個人成績 | 国内大会個人成績 | 国内大会個人成績 | 国内大会個人成績 | 国内大会個人成績 | 国内大会個人成績 | 国内大会個人成績 | 国内大会個人成績 | 国内大会個人成績 | 国内大会個人成績 |
| 年度             | クラブ                 | 背番号           | リーグ           | リーグ戦         | リーグ戦         | リーグ杯         | リーグ杯         | オープン杯       | オープン杯       | 期間通算         | 期間通算         |
| 年度             | クラブ                 | 背番号           | リーグ           | 出場             | 得点             | 出場             | 得点             | 出場             | 得点             | 出場             | 得点             |
| ドイツ           | ドイツ                 | ドイツ           | ドイツ           | リーグ戦         | リーグ戦         | リーグ杯         | リーグ杯         | DFBポカール      | DFBポカール      | 期間通算         | 期間通算         |
| ---------------- | ---------------------- | ---------------- | ---------------- | ---------------- | ---------------- | ---------------- | ---------------- | ---------------- | ---------------- | ---------------- | ---------------- |
| 1982-83          | バイエルン・ミュンヘン |                  | ブンデスリーガ   | 1                | 0                |                  |                  |                  |                  |                  |                  |
| 1983-84          | バイエルン・ミュンヘン |                  | ブンデスリーガ   | 33               | 11               |                  |                  |                  |                  |                  |                  |
| 1984-85          | バイエルン・ミュンヘン |                  | ブンデスリーガ   | 24               | 5                |                  |                  |                  |                  |                  |                  |
| 1985-86          | バイエルン・ミュンヘン |                  | ブンデスリーガ   | 31               | 10               |                  |                  |                  |                  |                  |                  |
| 1986-87          | バイエルン・ミュンヘン |                  | ブンデスリーガ   | 31               | 8                |                  |                  |                  |                  |                  |                  |
| 1987-88          | バイエルン・ミュンヘン |                  | ブンデスリーガ   | 32               | 10               |                  |                  |                  |                  |                  |                  |
| 1988-89          | ボルシア・ドルトムント |                  | ブンデスリーガ   | 32               | 4                |                  |                  |                  |                  |                  |                  |
| 1989-90          | ボルシア・ドルトムント |                  | ブンデスリーガ   | 29               | 9                |                  |                  |                  |                  |                  |                  |
| 1990-91          | ボルシア・ドルトムント |                  | ブンデスリーガ   | 31               | 8                |                  |                  |                  |                  |                  |                  |
| 1991-92          | ボルシア・ドルトムント |                  | ブンデスリーガ   | 36               | 10               |                  |                  |                  |                  |                  |                  |
| 1992-93          | ボルシア・ドルトムント |                  | ブンデスリーガ   | 26               | 4                |                  |                  |                  |                  |                  |                  |
| 1993-94          | ボルシア・ドルトムント |                  | ブンデスリーガ   | 3                | 1                |                  |                  |                  |                  |                  |                  |
| 日本             | 日本                   | 日本             | 日本             | リーグ戦         | リーグ戦         | リーグ杯         | リーグ杯         | 天皇杯           | 天皇杯           | 期間通算         | 期間通算         |
| 1993             | 浦和                   | -                | J                | 6                | 1                | 3                | 3                | 2                | 0                | 11               | 4                |
| 1994             | 浦和                   | -                | J                | 27               | 11               | 2                | 1                | 0                | 0                | 29               | 12               |
| 1995             | 浦和                   | -                | J                | 9                | 1                | -                | -                | 0                | 0                | 9                | 1                |
| 通算             | ドイツ                 | ドイツ           | ブンデスリーガ   | 309              | 80               |                  |                  |                  |                  |                  |                  |
| 通算             | 日本                   | 日本             | J                | 42               | 13               | 5                | 4                | 2                | 0                | 49               | 17               |
| 総通算           | 総通算                 | 総通算           | 総通算           | 351              | 93               |                  |                  |                  |                  |                  |                  |

## 代表歴

### 試合数
- 国際Aマッチ 2試合（1983年-1986年）[14]

| 西ドイツ代表 | 国際Aマッチ | 国際Aマッチ |
| 年           | 出場        | 得点        |
| ------------ | ----------- | ----------- |
| 1983         | 1           | 0           |
| 1984         | 0           | 0           |
| 1985         | 0           | 0           |
| 1986         | 1           | 0           |
| 通算         | 2           | 0           |

## タイトル
FCバイエルン・ミュンヘン
- ブンデスリーガ：3回（1984-85、1985-86、1986-87）
- DFBポカール：2回（1983-84、1985-86）
- DFLスーパーカップ：1回（1987）

ボルシア・ドルトムント
- DFBポカール：1回（1988-89）
- DFLスーパーカップ：1回（1989）